# Красичка
Краси́чка — село в Україні, у Середино-Будській міській громаді Шосткинського району Сумської області. Населення становить 173 осіб. До 2020 орган місцевого самоврядування — Жихівська сільська рада.

## Географія
Село Красичка знаходиться на правому березі річки Свига, вище за течією на відстані 3 км розташоване село Лукашенкове, нижче за течією на відстані 3 км розташоване село Гутко-Ожинка. Поруч проходить залізниця, станція Перемога за 1,5 км.

## Назва
Свою назву Красичка запозичила від назви протоки Красичин або лісу Красиччина, поблизу яких її поселив Іван Юркевич.

## Символіка
Герб села зображає красиву вазу в якій знаходяться 3 тюльпани і зображає красу, що вказує на назву населеного пункту (герб є промовистим). Голова лева на вазі вказує на Михайла Васильович Юркевича, історика Болгарського царства.

## Історія
Красичка була заснована в 1702 році «хорунжим полковим стародубським Іваном Юркевичем на вільній військовій землі» в « ґрунті новгородському, у діброві біля лісу Лютого та Красиччина, між річкою Свига і дібровою Борщихою» на підставі універсалу стародубського полковника Михайла Миклашевського від 20 вересня 1702 р. і універсала гетьмана Івана Мазепи від 3 грудня 1702 р.
Засновник Красички Іван Опанасович Юркевич був вихідцем з «польської області». Наприкінці XVII століття він разом зі своїм братом Трохимом прийшов з козацьким військом у Стародубський полк, купив собі 4 жовтня 1687 у «Яска Якименка млин на річці Свига у Таборища Селецького, нижче Хильчичі і Кривоносівка стоячи» і оселився недалеко від неї у власному хуторі.
19 березня 1706 Іван Юркевич загинув у бою під Несвіжем. Після його смерті село Красичка та інші його володіння в Стародубському полку були закріплені за його дружиною Зиновією Юркевич універсалом гетьмана Мазепи від 21 червня 1706 р., а 14 грудня 1728 затверджені універсалом гетьмана Данила Апостола за нею і трьома її синами: Миколою, Сафоном і Пантелеймоном.
На момент проведення Румянцевим опису Малоросії 1765—1768 рр., в Красичці значилося 9 хат, з яких Миколі Івановичу Юркевичу належало 4 хати, а його племіннику військовому товаришеві Якову Пантелеймоновичу Юркевичу — 5 хат, а на момент опису Новгород-Сіверського намісництва 1779—1781 рр. — 22 двора, 24 хат та 6 бездворових хат з яких військовому товаришу Осипу Юркевичу належало 2 двори, 2 хати і 1 бездворова хата, військовому товаришу Лук'яну Пантелеймоновичу Юркевичу — 1 подвір'я, 1 хата і 3 бездворових хати, військовому канцеляристові Осипу Юркевичу — 7 дворів і 7 хат, військовому канцеляристу Петру Сафоновичу Юркевичу — 3 двори, 3 хати і 2 бездворові хати, військовому канцеляристу Гаврилі Пантелеймоновичу Юркевичу — 2 двору і 3 хати, військовому канцеляристові Семену Пантелеймоновичу Юркевичу — 3 двору і 3 хати, військовому канцеляристу Осипу Сафоновичу Юркевичу — 1 двір і 1 хата і Марії Василівні Завадовській, дружині померлого значкового товариша Петра Юркевича — 3 двори і 4 хати. У зазначений час в селі проживало 34 обивателя зі своїми сім'ями, які землеробством займалися мало через нестачу орних земель, а прибуток свій мали від заняття плотницьким, бондарським і колісним промислами.
Кому з Юркевичів належала Красичка після опису Новгород-Сіверського намісництва 1779—1781 рр. нам встановити не вдалося, оскільки їх рід був досить чисельним, а володіння дрібними. Відомо, що в середині ХІХ століття на Новгород-Сіверщині проживали Африкан Якович Юркевич, гвардії капрал Михайло Якович Юркевич, капітан Андрій Якович Юркевич, колезький секретар Андрій Лук'янович Юркевич та інші представники роду Юркевичів. Однак кому з них і скільки кріпаків належало в селі Красичка невідомо.
Напередодні скасування кріпосного права, в 1859 році, у селі числилося 60 дворів, у яких проживав 371 житель. Більшість з них були кріпаками і перебували у володінні дійсного статського радника П. Т. Тернавського, Е. А. Тернавської, А. Л. Юркевича, А. Я. Юркевича та інших поміщиків.
У 1890 (1891) році в Красичці була відкрита школа грамоти, у якій на 1 січня 1899 р. навчалося 27 хлопчиків і 2 дівчинки.
В серпні 1943 року в селі було спалено нацистами 170 дворів, загинуло 114 людей.
12 червня 2020 року, відповідно до Розпорядження Кабінету Міністрів України № 723-р «Про визначення адміністративних центрів та затвердження територій територіальних громад Сумської області» увійшло до складу Середино-Будської міської громади.
19 липня 2020 року, в результаті адміністративно-територіальної реформи та ліквідації Середино-Будського району, село увійшло до Шосткинського району.

## Відомі люди
Михайло Васильович Юркевич (М. Горюнін) (1852 — 29.10.1909) — видатний публіцист і письменник, автор багатотомного видання «Двадцятип'ятирічні підсумки Князівства Болгарії 1879—1904 рр.», та інших робіт з історії Болгарії та Росії.